# Neoserica endroedii
Neoserica endroedii är en skalbaggsart som beskrevs av Frey 1974. Neoserica endroedii ingår i släktet Neoserica och familjen Melolonthidae. Inga underarter finns listade i Catalogue of Life.